# 269 (nombre)
Cet article est relatif au nombre 269. Pour les années, voir 269 et -269.
Pour un article plus général, voir Nombres 260 à 269.
Le nombre 269 (deux cent soixante-neuf) est l'entier naturel qui suit 268 et qui précède 270. C'est un nombre premier :
- jumeau avec 271,
- sexy avec 263,
- long,
- de Pythagore,
- d'Eisenstein,
- régulier,
- somme de trois nombres premiers consécutifs (83 + 89 + 97),
- hautement cototient,
- strictement non palindrome.